# Bahnstrecke Bern–Neuenburg
| Niveaugleiche Kreuzung in Kerzers mit Zug nach Bern |                              |                                        |                                        |
| Streckennummer (BAV): | 220                          |                                        |                                        |
| Fahrplanfeld: | 305                          |                                        |                                        |
| Streckenlänge: | 41,96 km                     |                                        |                                        |
| Spurweite: | 1435 mm (Normalspur)         |                                        |                                        |
| Stromsystem: | 15 kV 16,7 Hz ~              |                                        |                                        |
| Maximale Neigung: | 22 ‰                         |                                        |                                        |
| Minimaler Radius: | 300 m                        |                                        |                                        |
| Streckengeschwindigkeit: | 160 km/h                     |                                        |                                        |
| Zugbeeinflussung: | ETCS Level 1                 |                                        |                                        |
| Zweigleisigkeit: | Bern–Gümmenen, Ins–Fanelwald |                                        |                                        |
| |                              |                                        |                                        |
| \| \| 0,12 \| Bern \| 540 m ü. M. \| \| \| \| Donnerbühl (401 m) \| \| \| \| 2,18 \| Bern Weyermannshaus Spw. \| 551 m ü. M. \| \| \| \| nach Lausanne \| \| \| \| 2,54 \| Holligen \| 551 m ü. M. \| \| \| \| nach Thun \| \| \| \| 3,31 \| Bern Stöckacker \| 551 m ü. M. \| \| \| 4,20 \| Bern Bümpliz Nord \| 554 m ü. M. \| \| \| \| Bern Brünnen Westside \| \| \| \| 5,64 \| Niederbottigen \| 560 m ü. M. \| \| \| 8,49 \| Riedbach \| 568 m ü. M. \| \| \| \| Scheitelpunkt \| \| \| \| 11,45 \| Rosshäusern \| 580 m ü. M. \| \| \| \| \| \| \| \| \| Rosshäusern (1103 / 1910 m) \| \| \| \| \| \| \| \| \| 15,00 \| Rüplisried-Mauss (bis Dez. 2002) \| 520 m ü. M. \| \| \| \| Gümmenenviadukt über die Saane (393 m) \| \| \| \| \| von Flamatt \| \| \| \| 17,00 \| Gümmenen \| 494 m ü. M. \| \| \| \| Faverwaldtunnel (430 m) \| \| \| \| 18,85 \| Ferenbalm-Gurbrü (bis Dez. 2018) \| 494 m ü. M. \| \| \| \| Brücke über A1 (81 m) \| \| \| \| \| Oberfeldtunnel (300 m) \| \| \| \| \| von Murten \| \| \| \| 22,17 \| Kerzers (Keilbahnhof) \| 443 m ü. M. \| \| \| \| nach Lyss \| \| \| \| 26,44 \| Müntschemier \| 436 m ü. M. \| \| \| \| von Muntelier \| \| \| \| \| von Biel/Bienne \| \| \| \| 29,79 \| Ins \| 438 m ü. M. \| \| \| \| Islerenhölzi (81 m) \| \| \| \| 33,24 \| Gampelen \| 433 m ü. M. \| \| \| \| Fanelwald \| \| \| \| 35,21 \| Zihlbrücke \| 436 m ü. M. \| \| \| \| Zihlkanal (74 m) \| \| \| \| 36,72 \| Marin-Epagnier \| 450 m ü. M. \| \| \| \| Tunnel Marin (55 m) \| \| \| \| 38,74 \| St-Blaise-Lac \| 432 m ü. M. \| \| \| \| Tunnel Champréveyres (160 m) \| \| \| \| 42,08 \| von Biel/Bienne \| von Biel/Bienne \| \| \| 42,0876,14 \| Neuchâtel Est \| 480 m ü. M. \| \| \| 75,29 \| Neuchâtel (Neuenburg) \| 479 m ü. M. \| \| \| \| SBB nach Le Locle \| \| \| \| \| SBB nach Lausanne und nach Pontarlier \| \| |                              |                                        |                                        |
| Bahnhof | 0,12                         | Bern                                   | 540 m ü. M.                            |
| Tunnel |                              | Donnerbühl (401 m)                     | Donnerbühl (401 m)                     |
| Überleitstelle / Spurwechsel | 2,18                         | Bern Weyermannshaus Spw.               | 551 m ü. M.                            |
| Abzweig geradeaus und nach links |                              | nach Lausanne                          | nach Lausanne                          |
| Dienststation / Betriebs- oder Güterbahnhof | 2,54                         | Holligen                               | 551 m ü. M.                            |
| Abzweig geradeaus und nach links |                              | nach Thun                              | nach Thun                              |
| Haltepunkt / Haltestelle | 3,31                         | Bern Stöckacker                        | 551 m ü. M.                            |
| Bahnhof | 4,20                         | Bern Bümpliz Nord                      | 554 m ü. M.                            |
| Haltepunkt / Haltestelle |                              | Bern Brünnen Westside                  | Bern Brünnen Westside                  |
| Dienststation / Betriebs- oder Güterbahnhof | 5,64                         | Niederbottigen                         | 560 m ü. M.                            |
| Bahnhof | 8,49                         | Riedbach                               | 568 m ü. M.                            |
| Kulminations-/Scheitelpunkt |                              | Scheitelpunkt                          | Scheitelpunkt                          |
| Bahnhof | 11,45                        | Rosshäusern                            | 580 m ü. M.                            |
| Strecke von links (außer Betrieb) · Abzweig geradeaus und ehemals nach rechts |                              |                                        |                                        |
| Tunnel (Strecke außer Betrieb) · Tunnel |                              | Rosshäusern (1103 / 1910 m)            | Rosshäusern (1103 / 1910 m)            |
| Strecke nach links (außer Betrieb) · Abzweig geradeaus und ehemals von rechts |                              |                                        |                                        |
| ehemaliger Haltepunkt / Haltestelle | 15,00                        | Rüplisried-Mauss (bis Dez. 2002)       | 520 m ü. M.                            |
| Brücke über Wasserlauf |                              | Gümmenenviadukt über die Saane (393 m) | Gümmenenviadukt über die Saane (393 m) |
| Abzweig geradeaus und ehemals von links |                              | von Flamatt                            | von Flamatt                            |
| Bahnhof | 17,00                        | Gümmenen                               | 494 m ü. M.                            |
| Tunnel |                              | Faverwaldtunnel (430 m)                | Faverwaldtunnel (430 m)                |
| ehemaliger Haltepunkt / Haltestelle | 18,85                        | Ferenbalm-Gurbrü (bis Dez. 2018)       | 494 m ü. M.                            |
| Brücke |                              | Brücke über A1 (81 m)                  | Brücke über A1 (81 m)                  |
| Tunnel |                              | Oberfeldtunnel (300 m)                 | Oberfeldtunnel (300 m)                 |
| Abzweig geradeaus und von links |                              | von Murten                             | von Murten                             |
| Bahnhof | 22,17                        | Kerzers (Keilbahnhof)                  | 443 m ü. M.                            |
| Abzweig geradeaus und nach rechts |                              | nach Lyss                              | nach Lyss                              |
| Bahnhof | 26,44                        | Müntschemier                           | 436 m ü. M.                            |
| Abzweig geradeaus und von links |                              | von Muntelier                          | von Muntelier                          |
| Strecke von rechts · Strecke |                              | von Biel/Bienne                        | von Biel/Bienne                        |
| Kopfbahnhof Streckenende · Bahnhof | 29,79                        | Ins                                    | 438 m ü. M.                            |
| Tunnel |                              | Islerenhölzi (81 m)                    | Islerenhölzi (81 m)                    |
| Bahnhof | 33,24                        | Gampelen                               | 433 m ü. M.                            |
| Dienststation / Betriebs- oder Güterbahnhof |                              | Fanelwald                              | Fanelwald                              |
| Haltepunkt / Haltestelle | 35,21                        | Zihlbrücke                             | 436 m ü. M.                            |
| Brücke über Wasserlauf |                              | Zihlkanal (74 m)                       | Zihlkanal (74 m)                       |
| Bahnhof | 36,72                        | Marin-Epagnier                         | 450 m ü. M.                            |
| Tunnel |                              | Tunnel Marin (55 m)                    | Tunnel Marin (55 m)                    |
| Bahnhof | 38,74                        | St-Blaise-Lac                          | 432 m ü. M.                            |
| Tunnel |                              | Tunnel Champréveyres (160 m)           | Tunnel Champréveyres (160 m)           |
| Abzweig geradeaus und von rechts | 42,08                        | von Biel/Bienne                        | von Biel/Bienne                        |
| Dienststation / Betriebs- oder Güterbahnhof | 42,0876,14                   | Neuchâtel Est                          | 480 m ü. M.                            |
| Bahnhof | 75,29                        | Neuchâtel (Neuenburg)                  | 479 m ü. M.                            |
| Abzweig geradeaus und nach rechts |                              | SBB nach Le Locle                      | SBB nach Le Locle                      |
| Strecke |                              | SBB nach Lausanne und nach Pontarlier  | SBB nach Lausanne und nach Pontarlier  |

Die Bahnstrecke Bern–Neuenburg wurde am 1. Juli 1901 von der Bern-Neuenburg-Bahn eröffnet. Sie gehört seit 1997 zum Streckennetz der BLS Lötschbergbahn, die 2006 zur BLS AG wurde. Sie wird auch Direktlinie genannt, weil sie das Grosse Moos in fast gerader Linie durchquert. Ausserdem ist die Verbindung Teil der kürzesten Bahnstrecke zwischen Bern und Paris.

## Geschichte
Die Geschichte der Strecke ist stark von ihrer Bahngesellschaft, der Bern-Neuenburg-Bahn, geprägt.
Die Haltestelle Rüplisried-Mauss auf Gemarkung der Gemeinde Mühleberg wurde aufgrund der sehr geringen Ein- und Aussteigerzahlen ab dem 16. Dezember 2002 aufgehoben. Der Bahnhof Ferenbalm-Gurbrü wurde am 9. Dezember 2018 aufgehoben. Grund waren die Inbetriebnahme des neuen Rosshäuserntunnels und die Anpassung des Angebots, womit die Fahrzeit zwischen Gümmenen und Kerzers keinen zusätzlichen Halt mehr zuliess.

## Strecke

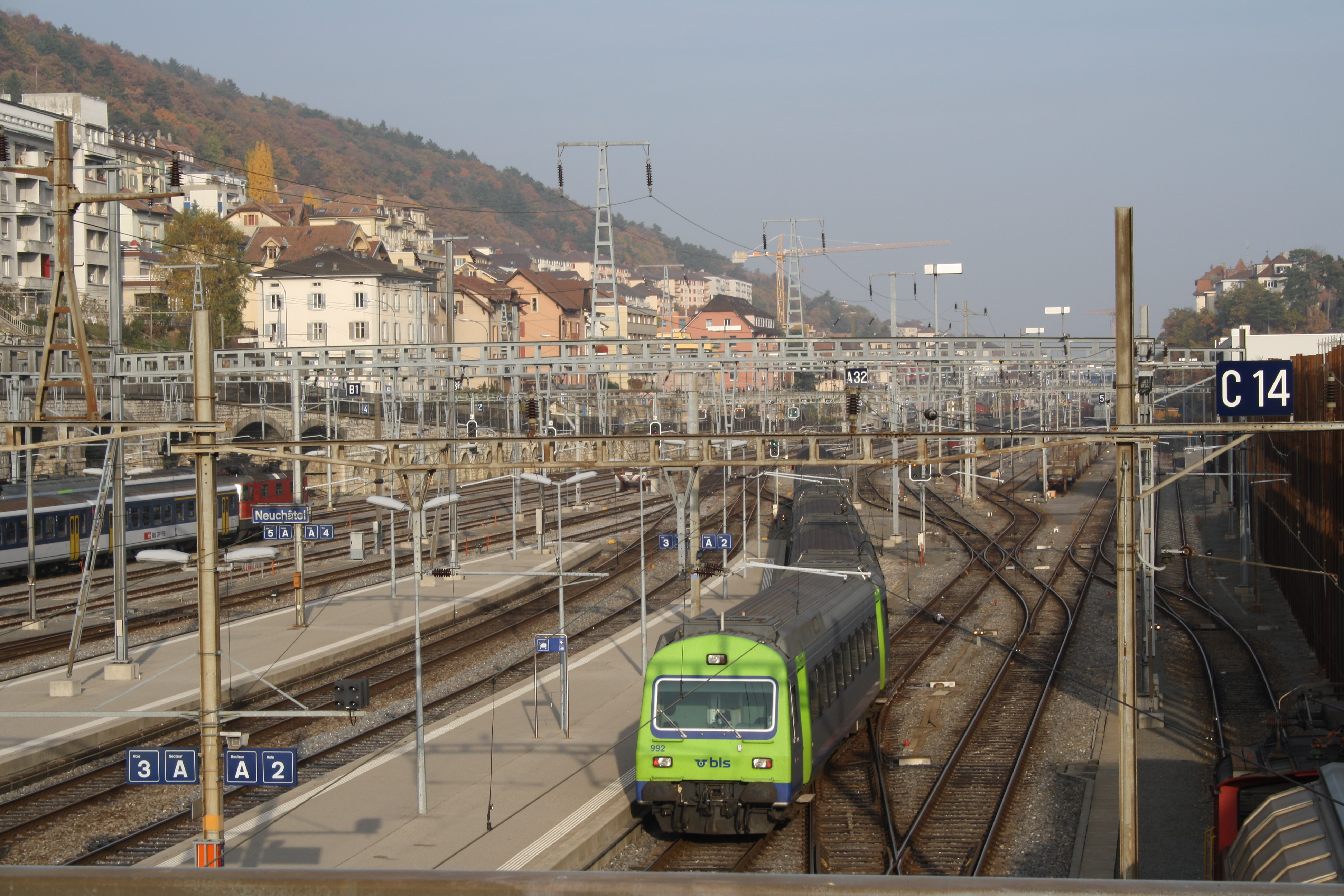
Bahnhof Neuchâtel (Neuenburg) mit aus Bern einfahrendem Zug

Die Strecke war anfänglich als einspurige Vollbahnstrecke angelegt worden, ein schrittweiser Ausbau auf Doppelspur ist jedoch im Gange und etwa die Hälfte davon ist realisiert.
Der Streckenabschnitt Bern–Holligen (BLS Depot) wird auch von den auf die Bahnstrecke Bern–Belp–Thun übergehenden Zügen befahren.
In Gümmenen bestand zwischen 1904 und 1993 Anschluss an die Sensetalbahn.
Unmittelbar vor dem Bahnhof Kerzers kreuzt die Strecke in einem 60°-Winkel die Broyelinie. Dies ist die einzige echte Kreuzung zweier normalspuriger Bahnstrecken in der Schweiz. Auch die Bahnhofanlage ist als Keilbahnhof angelegt. Zusätzlich steht dort ein historisches Stellwerk.
Mit der Eröffnung dieser Strecke wurde auch die Chemin de fer Fribourg–Morat–Anet von Murten nach Ins verlängert. Die Strecke Murten–Ins konnte auch am 1. Juli 1901 eröffnet werden. Auf dem Bahnhofplatz endet seit dem 19. März 1917 die meterspurige Biel-Täuffelen-Ins-Bahn.
In Neuenburg trifft die Strecke auf die bestehende Bahnstrecke Biel–Neuenburg entlang des Jurasüdfusses. Vom Bahnhof Neuenburg führen noch Strecken nach Yverdon, Pontarlier und Le Locle.
Der elektrische Zugbetrieb konnte auf der Strecke Bümpliz Nord–Neuenburg am 14. Mai 1928 aufgenommen werden. Die Strecke Bern (Holligen)–Bern Bümpliz Nord wurde schon am 13. September 1923 mit 15 kV 16,7 Hz elektrifiziert.

## Ausbau auf Doppelspur
Die BLS plant, die Strecke komplett auf Doppelspur mit 160 km/h auszubauen. Dies ist zwischen Bern und Gümmenen bereits geschehen. Der doppelspurig gebaute Rosshäuserntunnel ist am 3. September 2018 vorerst eingleisig in Betrieb genommen worden. Die Verbreiterung des Gümmenenviadukts bis zur Station Gümmenen wurde 2020 fertig. Danach wurde das zweite Gleis gelegt und 2021 in Betrieb genommen.
Am 24. Juni 2007 wurde das doppelte Gleis zwischen Ins und Fanelwald in Betrieb genommen, die Verlängerung bis Zihlbrücke folgte am 16. September 2012. Der Abschnitt ist für 160 km/h trassiert.

## Betrieb
Für die Strecke wurden 1913 extra die beiden BN Ea 3/6 angeschafft. Es handelt sich hierbei um die leistungsstärkste Tenderdampflokomotive der Schweiz. Wegen ihrer hohen Achsgewichte konnte nach der Elektrifizierung ihrer Hausstrecke kein geeignetes Ersatz-Einsatzgebiet gefunden werden, so dass sie früh verschrottet wurden.
Die Strecke wird heute von der BLS betrieben mit den Linien S5, S51 und S52 der S-Bahn Bern und der InterRegio 66-Linie. Auf dieser verkehren seit dem 1. Mai 2021 MIKA-Züge.